# Zielony Most w Gdańsku
Zielony Most – most w Gdańsku na rzece Motławie, łączący Główne Miasto z Wyspą Spichrzów. Jest najbardziej znanym mostem gdańskiego Głównego Miasta.

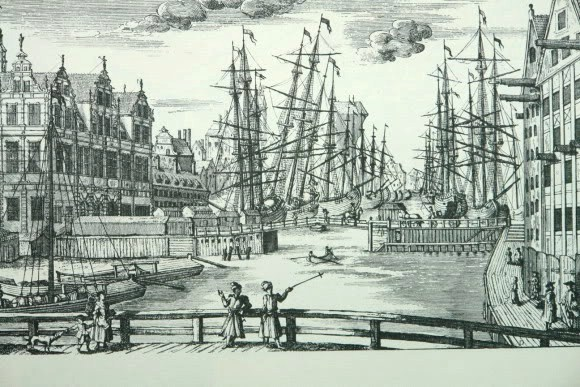
Zielony Most, druga połowa XVIII wieku

Zachodni przyczółek mostu leży pod Bramą Zieloną. Prowadzą na niego ważne ulice Długi Targ i Długie Pobrzeże. Z wschodniego przyczółka mostu bierze swój początek ulica Stągiewna.

## Historia
Zielony Most został wzniesiony w 1564, według projektu Dirka Danielsa. Wcześniej w tym miejscu istniał Most Kogi. Wśród istniejących mostów nad Motławą najstarszym rodowodem poszczycić się może Most Zielony (Grüne Brücke), położony na skrzyżowaniu najważniejszych dla średniowiecznego Gdańska szlaków komunikacyjnych – wodnego w postaci Motławy oraz drogowego będącego przedłużeniem Drogi Królewskiej biegnącej na wschód – do Sambii. Trudno w sposób jednoznaczny określić, kiedy powstał w tym miejscu pierwszy most. Brama Kogi. przy której był usytuowany, wzmiankowana jest już w 1357 r. – przeprawa istniała z pewnością dużo wcześniej. W październiku 1563 r. rozpoczęto rozbiórkę bramy i przylegającego mostu i już pod koniec tego roku przystąpiono do jego odbudowy według projektu Dirka Danielsa. Nazwano go Zielonym. Geneza nazwy wywodzi się od odcienia kamienia użytego do jego budowy lub od koloru pleśni pokrywającej jego podpory. Most Zielony jest bodaj jedynym gdańskim mostem, którego nazwa została przeniesiona na sąsiadującą z nim bramę. Wszystkie pozostałe nazwano mianem ulic, w ciągu których je wybudowano.
Była to konstrukcja zwodzona, umożliwiająca przepływ statkom. Na przestrzeni wieków był wielokrotnie przebudowywany. Do 1959 roku przez most przebiegała linia tramwajowa prowadząca na Stogi.
Podczas wojny uległ zniszczeniom, po odbudowie przestał pełnić funkcję mostu zwodzonego. Obecnie jest mostem pieszym.

## Bibliografia

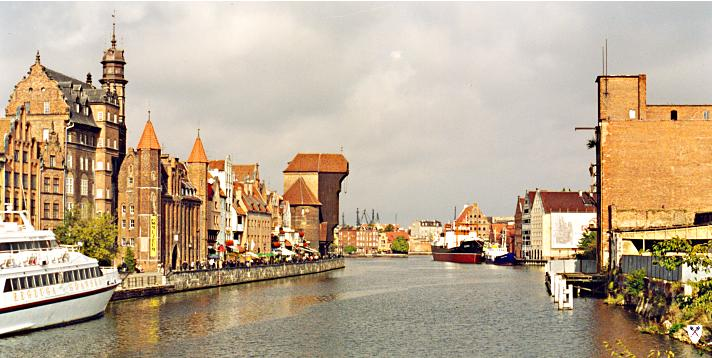
Widok z mostu na Motławę, w kierunku północnym